# Saros
Saros — предстоящая видеоигра в жанре экшен, разработанная Housemarque при поддержке Sony Interactive Entertainment. Проект должен выйти в 2026 году на консоли PlayStation 5.

## Игровой процесс
Saros представляет собой экшен от третьего лица. Действие игры происходит на планете Каркоса. Главной герой — Арджун Деврадж (Рахул Кохли) — занимается исследованием затерянной внеземной колонии. Ключевой механикой проекта является система ресурсов и развития, которая позволит игроку постоянно обновлять снаряжение Девраджа новым оружием и улучшать его снаряжение.

## Разработка
Выпустив Returnal (2021) студия Housemarque вскоре занялась новым проектом. Команда разработчиков поставила перед собой цель расширить игровой процесс и сделать более глубокий сюжет, чем у предшественника. Игра была анонсирована на мероприятии State of Play в феврале 2025 года, её релиз запланирован на 2026-й год эксклюзивно для PlayStation 5.